# Jamesbrittenia bergae
Jamesbrittenia bergae är en flenörtsväxtart som beskrevs av Lemmer. Jamesbrittenia bergae ingår i släktet Jamesbrittenia och familjen flenörtsväxter. Inga underarter finns listade i Catalogue of Life.